# Аурайя
Аурайя (англ. Auraiya, хинди औरैया, урду اوریا‎) — город на севере Индии, в штате Уттар-Прадеш, административный центр одноимённого округа.

## География
Город находится на юго-западе центральной части Уттар-Прадеш, к северу от реки Джамны, на высоте 136 метров над уровнем моря.
Аурайя расположена на расстоянии приблизительно 135 километров к западу-юго-западу (WSW) от Лакхнау, административного центра штата и на расстоянии 315 километров к юго-востоку от Нью-Дели, столицы страны.

## Демография
По данным официальной переписи 2001 года численность населения города составляла 64 598 человек, из которых мужчины составляли 52,8 %, женщины — соответственно 47,2 %. Уровень грамотности населения составлял 71,2 %. Уровень грамотности среди мужчин составлял 75,8 %, среди женщин — 66 %. 14,8 % населения составляли дети до 6 лет.

## Транспорт
Через город проходит национальное шоссе № 2 (NH 2). Ближайшая железнодорожная станция расположена в городе Дибиапур, примерно в 20 км к северу от Аурайи. Расстояние до более крупной станции в городе Этавах составляет около 60 км. Ближайший аэропорт находится в Канпуре.